# 人和街道 (云阳县)
人和街道，是中华人民共和国重庆市云阳县下辖的一个乡镇级行政单位。

## 行政区划
人和街道下辖以下地区：
立新社区、莲花社区、长河村、龙水村、桃花村、人和村、木古村、清凉村、牌坊村、桔园村、岭山村、凤山村、民治村、民权村、中兴村、千峰村、晒经村和莲花村。